# Orden vom Heiligen Michael (Bayern-Kurköln)

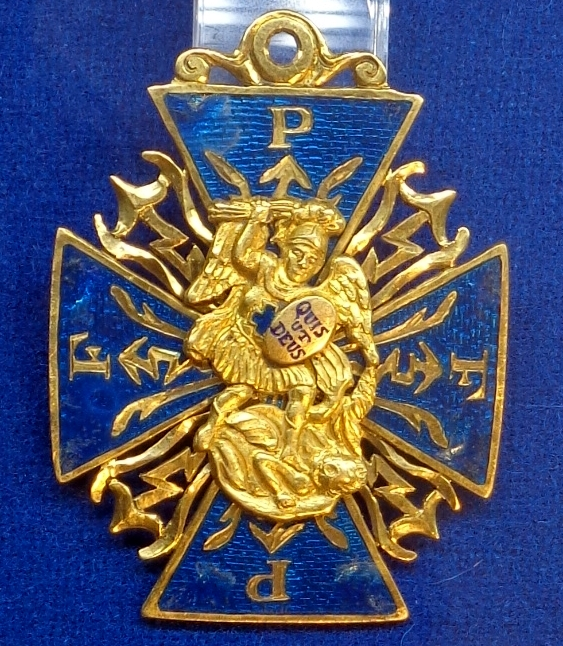
Ordenskreuz

Der Orden vom Heiligen Michael wurde 1693 als Ritterorden vom Heiligen Michael von Joseph Clemens von Bayern als wittelsbachisch-kurkölnischer Hausritterorden gegründet. Er war damit der erste von einem Wittelsbacher gegründete Ritterorden und seinerzeit nach dem Orden vom Goldenen Vlies und dem Ordre de la Générosité der älteste Ritterorden im Heiligen Römischen Reich. 1808 wurde er im Königreich Bayern bestätigt, 1837 in den Verdienstorden vom Heiligen Michael umgewandelt und bestand bis zum Ende der Monarchie 1918.

## Ritterorden vom Heiligen Michael

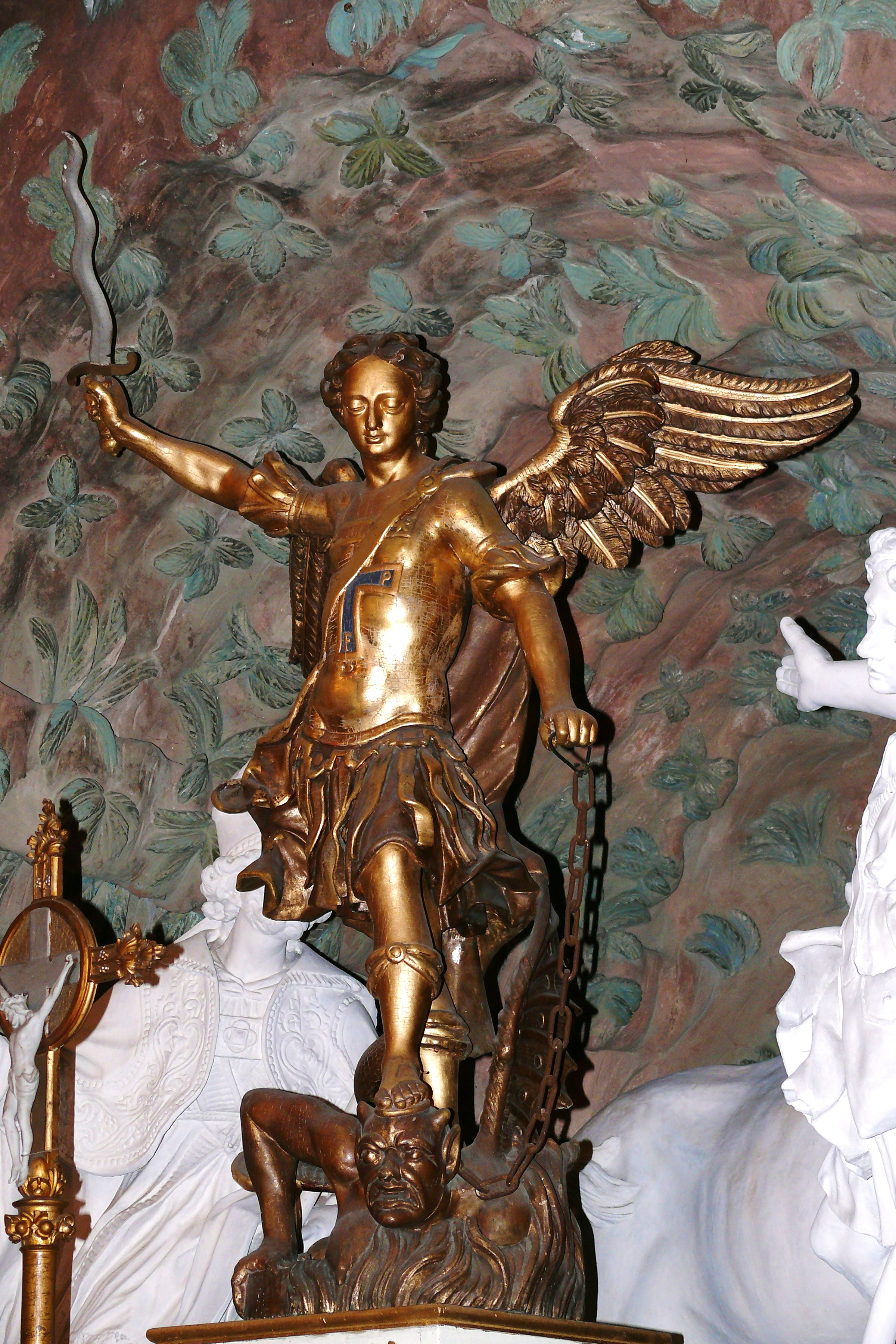
Erzengel Michael in der Michaelskapelle in Bad Godesberg, 1699–1787 Hauskapelle des Ordens

Die Stiftung des Ritterordens vom Heiligen Michael, mit vollem Namen Kurfürstlicher Ritterorden der Beschützer Göttlicher Ehr unter dem Schutz des Heiligen Erzengels Michaelis, erfolgte am 29. September 1693 durch Herzog Joseph Clemens von Bayern als Fürsterzbischof von Köln in Josephsburg. Anders als die zur gleichen Zeit gegründete Erzbruderschaft St. Michael stand der Ritterorden nur dem Adel offen. In Anlehnung an die neun Chöre der Engel wurden neun Adlige am kurfürstlichen Hof aufgenommen. Bedingt durch das Exil während des spanischen Erbfolgekrieges verfiel der Orden und wurde erst 1721 statuiert. Um in den Orden aufgenommen zu werden, war ein Bekenntnis zum christlich-katholischen Glauben und eine Adelsprobe notwendig. Die Mitglieder sollten unter dem Schutz des Erzengels Michael durch Gebet und Sakramentempfang, aber auch durch finanzielle Leistungen den katholischen Glauben verteidigen. Verzeichnet waren die Ordensritter im jährlich aktualisierten Nouveau Calendrier, in dem jedes Mitglied eine eigene Seite mit Wappen, Kupferstich-Porträt und Nennung aller Titel erhielt.

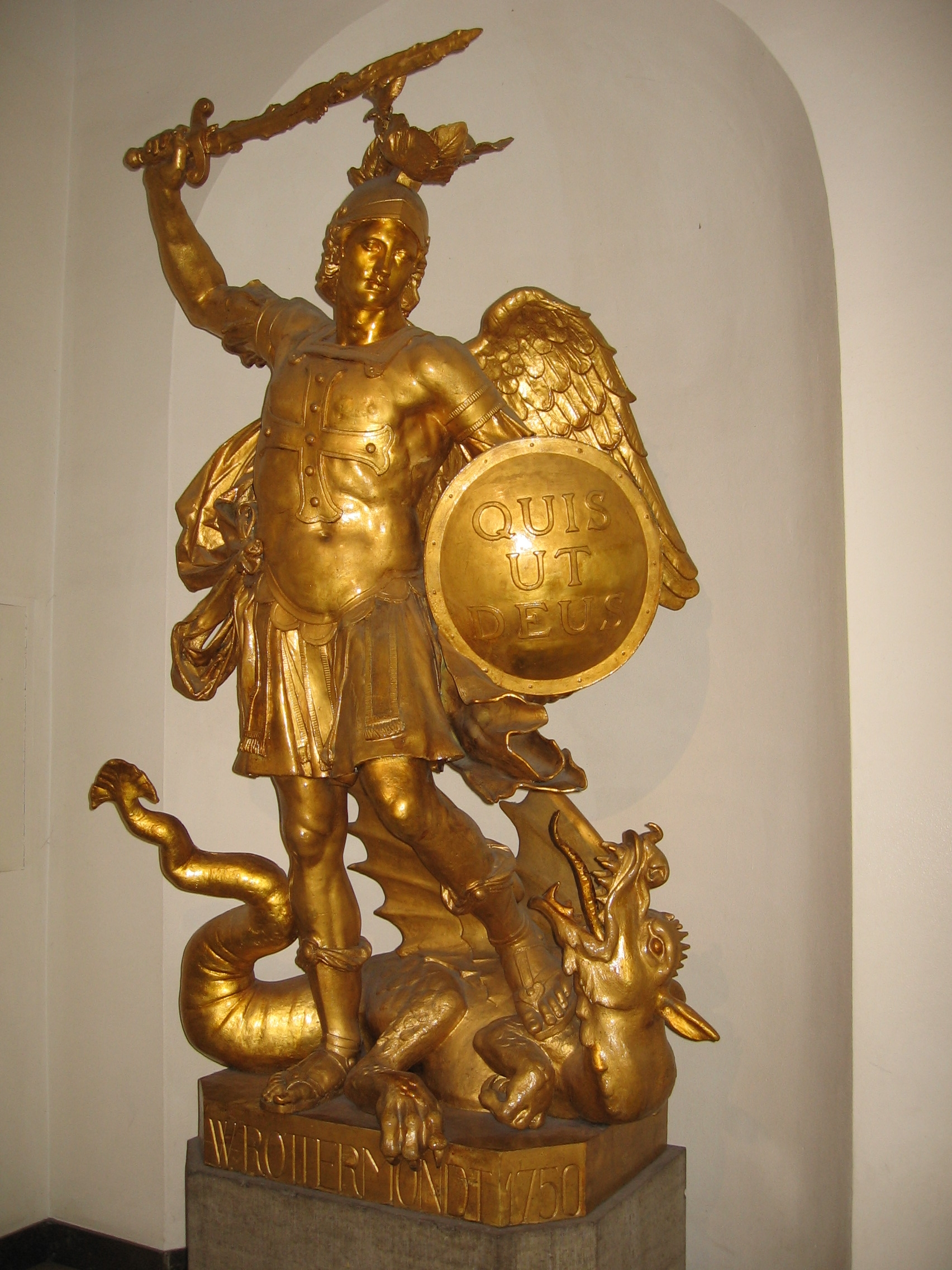
Der Erzengel Michael im kurfürstlichen Schloss Bonn

Sitz des Michaelordens war zunächst die spätromanische Michaelskapelle an der Godesburg in Godesberg bei Bonn, später das 1751–55 eigens hierfür errichtete Michaelstor des Kurfürstlichen Schlosses in Bonn. 1761 wurde der Sitz zunächst nach Lüttich, später nach München verlegt.

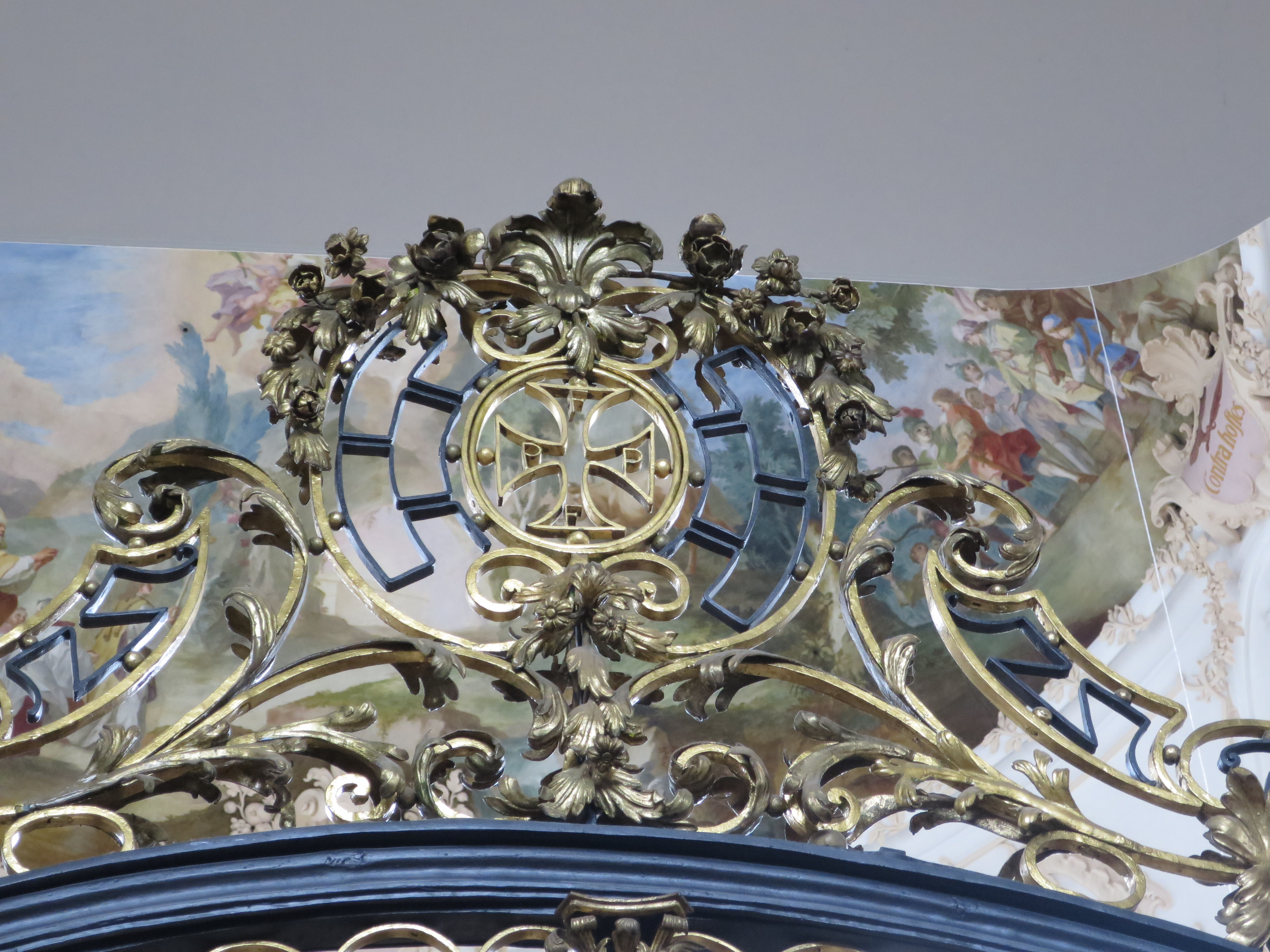
Ordenszeichen am Gitter zwischen Vestibül und Mittelschiff in der Kirche St. Michael in Berg am Laim

Die bayerische Hauskirche des Michaelordens und der Erzbruderschaft war die Barockkirche St. Michael in Berg am Laim.
Im Königreich Bayern wurde der Fortbestand des Ordens nach der Säkularisation 1808 dahingehend geregelt, dass der Orden unter dem Namen Hausritterorden vom Heiligen Michael weiterhin bestehen sollte, jedoch niemand ohne Einwilligung des Monarchen darin aufgenommen werden konnte.

### Organisation
Der Michaelsorden war gemäß den Statuen von 1721 in drei Ritter- und drei Dienerklassen geteilt. Die Ritter waren geteilt in
1. Klasse:
- neun geistliche Kommandeure
- neun weltliche Kommandeure

Die Ritter der 1. Klasse bildeten das Ordenskapitel. Sie wurden auch Großkreuzherren genannt.
2. Klasse:
- vier geistliche Amtsherren: Kanzler, Ehrenkaplan, Eleemosinarius, Sakristan
- vier weltliche Amtsherren: Marschall, Schatzmeister, Stallmeister, Kämmerer

3. Klasse:
- 18 geistliche Ritter
- 18 weltliche Ritter

Zusammen mit dem Großmeister war der Orden damit auf ursprünglich 63 Ritter begrenzt, symbolisch für das Alter, in dem Maria in den Himmel aufgefahren sein soll. Die Anzahl der Kommandeure war jedoch bereits um 1760 auf 133 angestiegen.
Die Ordensdiener waren unterteilt in:
1. Klasse:
- fünf geistliche Beamte: ein Zeremonienmeister, vier Kapläne
- fünf weltliche Beamte: ein Herold, zwei Sekretäre, zwei Garderobemeister

2. Klasse:
- geistliche Bediente: vier Hofkapläne als Ministranten, geistliche Musik
- weltliche Bediente: vier Portiers, Pauker und Trompeter

3. Klasse:
- geistliche Untergebene: Michaelsbruderschaft und Kriegsgefangene der Türkenkriege, die aus Almosen des Ordens freigekauft wurden, sowie deren Angehörige,
- weltliche Untergebene: Ordensgarde und Invalide der Türkenkriege, die von den Almosen des Ordens leben, sowie deren Angehörige.[2]

### Großmeister

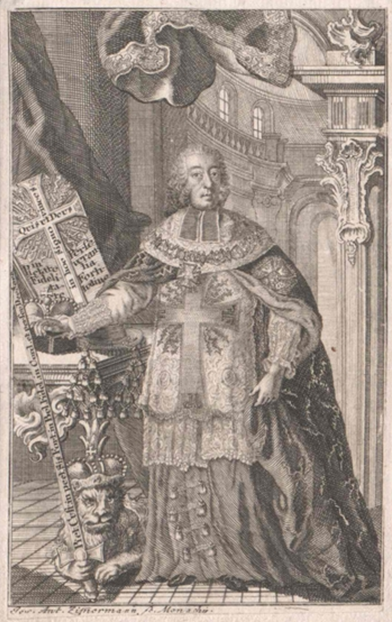
Großmeister Johann Theodor im Ordensornat

Der Großmeister wurde vom Kapitel gewählt und musste aus dem Haus Wittelsbach stammen. Da laut Statuten nach dem „Absterben des Hauses Bayern“ das Großmeistertum ex officio vom Erzbischof von Köln ausgeführt werden sollte, reklamierte Maximilian Friedrich von Königsegg-Rothenfels während des Bayerischen Erbfolgekrieges erfolglos dieses Amt für sich. Der Orden hatte bis 1837 acht Großmeister:
1. 1693–1723: Joseph Clemens von Bayern, Erzbischof von Köln
2. 1723–1761: Clemens August von Bayern, Erzbischof von Köln
3. 1761–1763: Johann Theodor von Bayern, Bischof von Freising, Regensburg und Lüttich
4. 1763–1770: Clemens Franz de Paula von Bayern, Thronfolger von Kurbayern
5. 1770–1777: Kurfürst Maximilian III. Joseph von Bayern
6. 1778–1795: Karl II. August, Herzog von Zweibrücken
7. 1795–1799: Maximilian Joseph, Herzog von Zweibrücken
8. 1799–1837: Wilhelm in Bayern
  - 1809–1827: Pius August in Bayern (Koadjutor)

### Mitglieder
Bis 1837 wurden 232 weltliche und 57 geistliche Großkreuzherren, 98 weltliche und 21 geistliche Ritter sowie 22 Ehrenritter aufgenommen.
Zu den geistlichen Mitgliedern zählten neben einem Erzbischof von Prag, einem Fürstbischof von Chiemsee, von Wiener Neustadt, von Speyer, von Freising und von Würzburg und Bamberg vor allem Kölner und Münsteraner Domkapitulare, zu den weltlichen kurkölnische, münstersche und paderbornische hohe Militärs und Staatsbeamte.
Prosper Ludwig von Arenberg, Joseph Carl Anton Fürst von Chimay und Kardinal Galozzi wurden nach 1808 zu „außerordentlichen Fürstlichen Großkreuzherren“ ernannt.
Die „Nebenklasse“ der Ehrenritter wurde 1808 für Protestanten und Nichtadelige aus Wissenschaft, Kirchendienst und Verwaltung gestiftet, die auf zwölf Mitglieder begrenzt war.

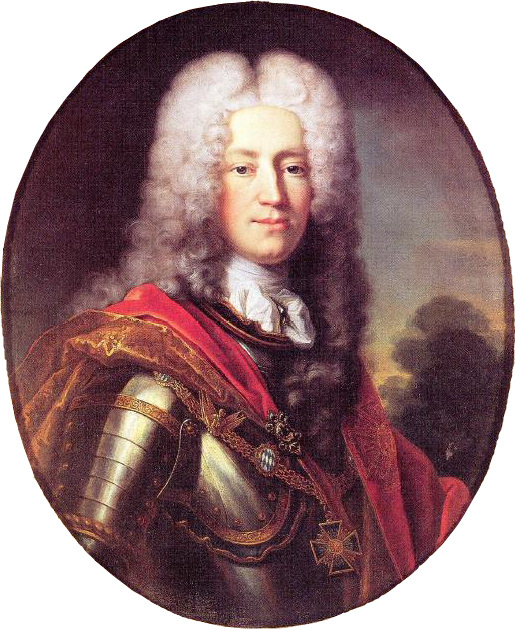
Ferdinand von Plettenberg mit dem Großkreuz an der Collane
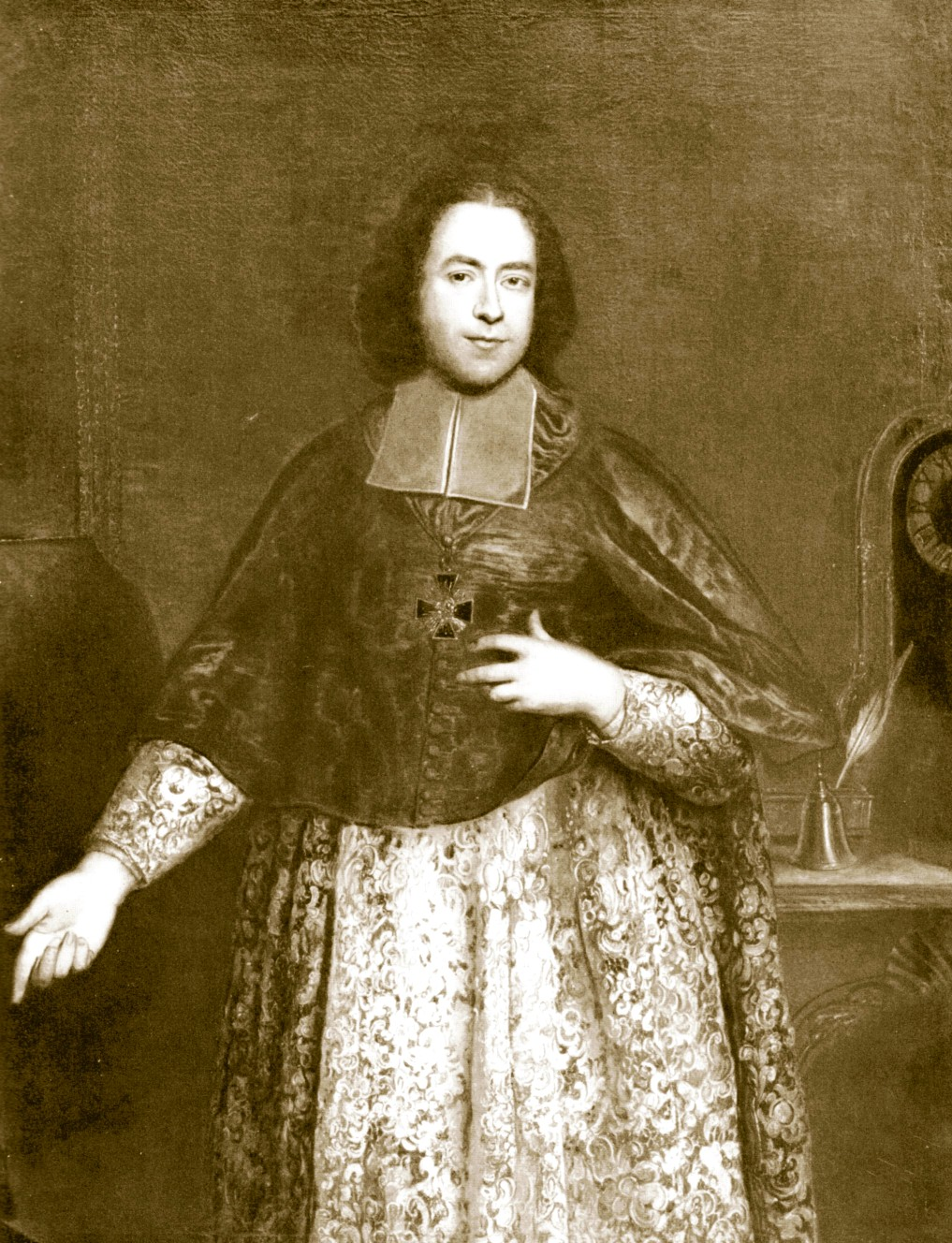
Ernst Friedrich von Twickel, geistlicher Großkreuzherr
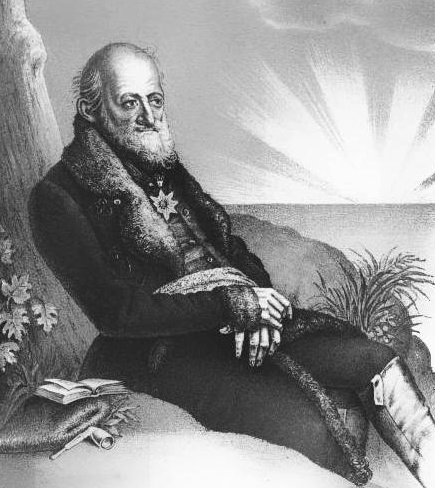
Theodor von Hallberg-Broich, weltlicher Großkreuzherr
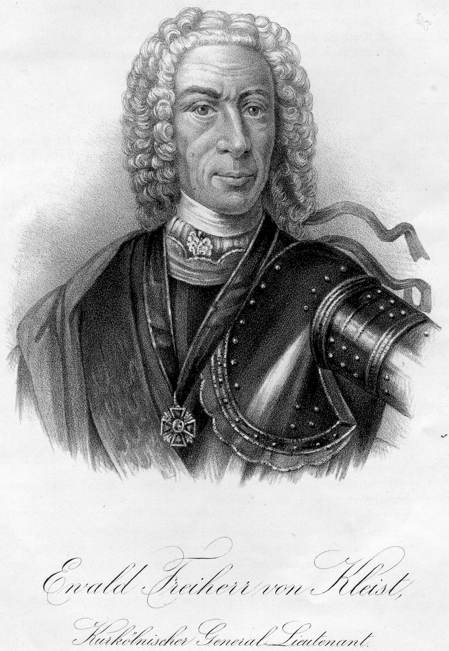
Ewald von Kleist, weltlicher Großkreuzherr
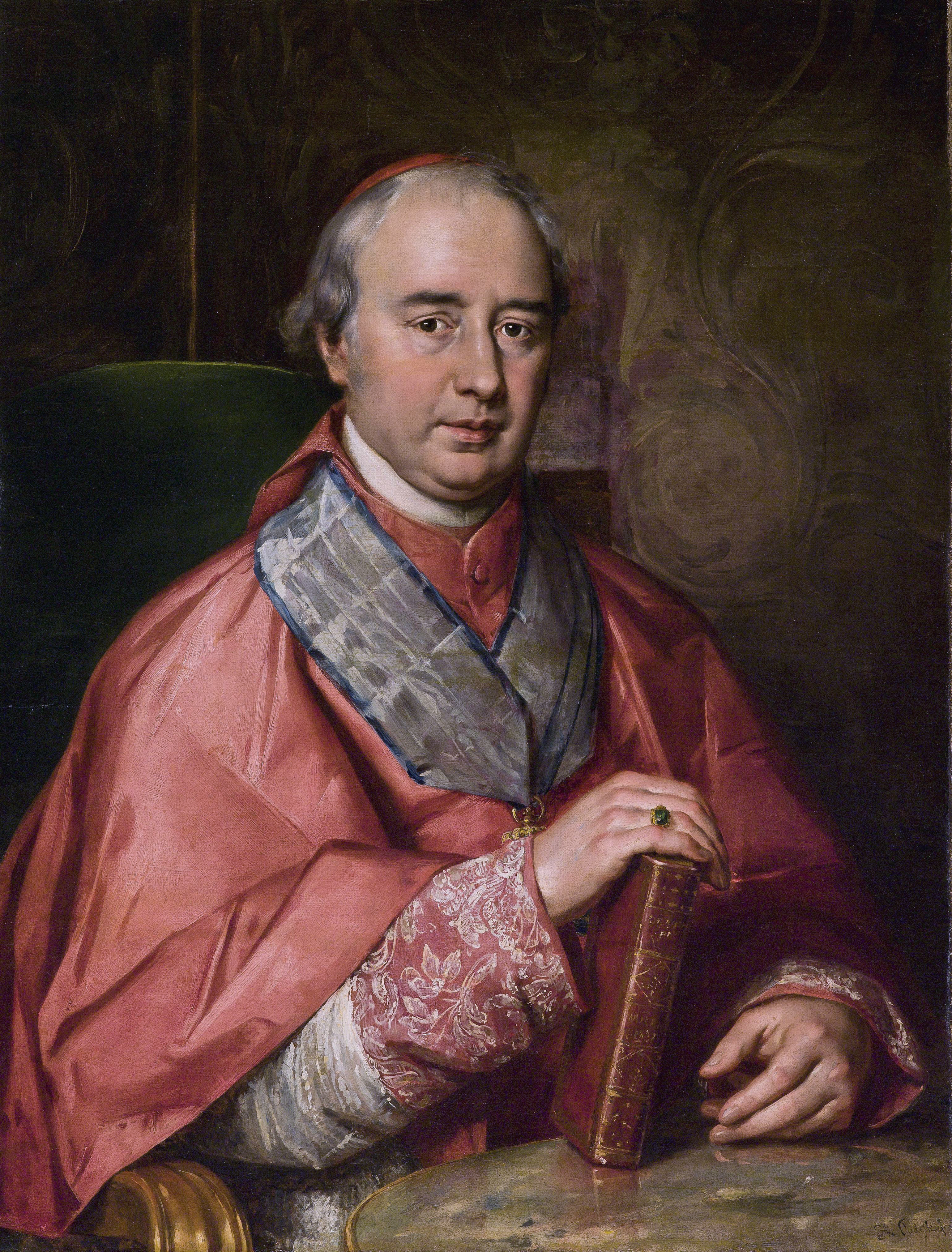
Ludovico Gazzoli, außerordentlicher geistlicher Großkreuzherr
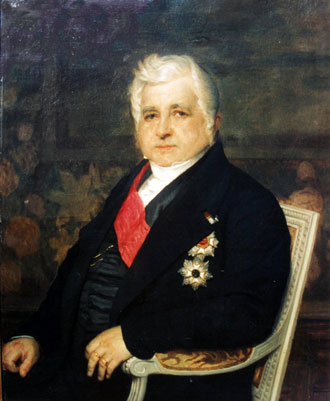
Prosper Ludwig von Arenberg, außerordentlicher weltlicher Großkreuzherr mit Bruststern des Michaelsorden unter dem des Hubertusordens
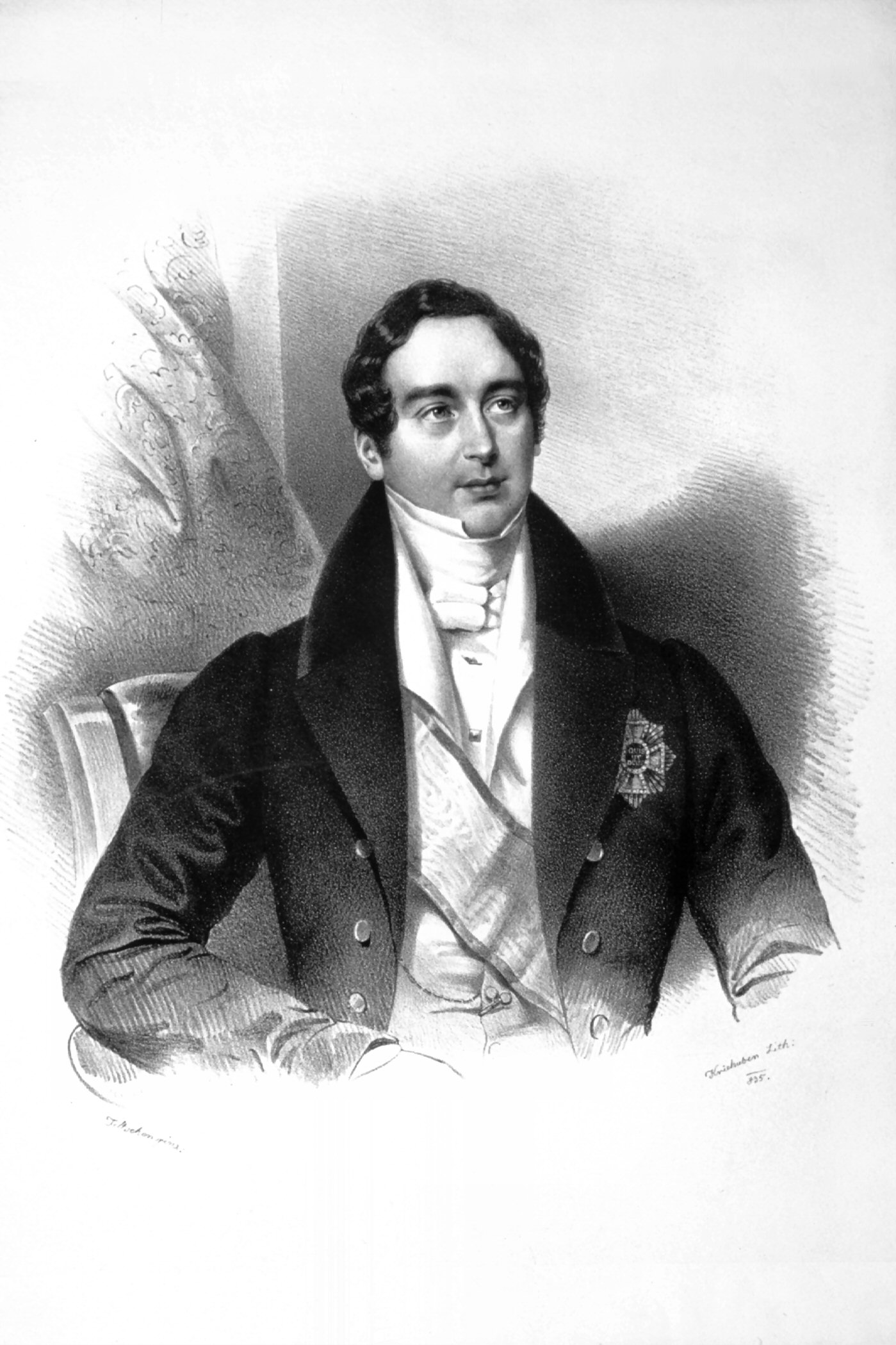
Matthias Constantin Capello von Wickenburg mit Schulterband und Stern des Michaelsordens
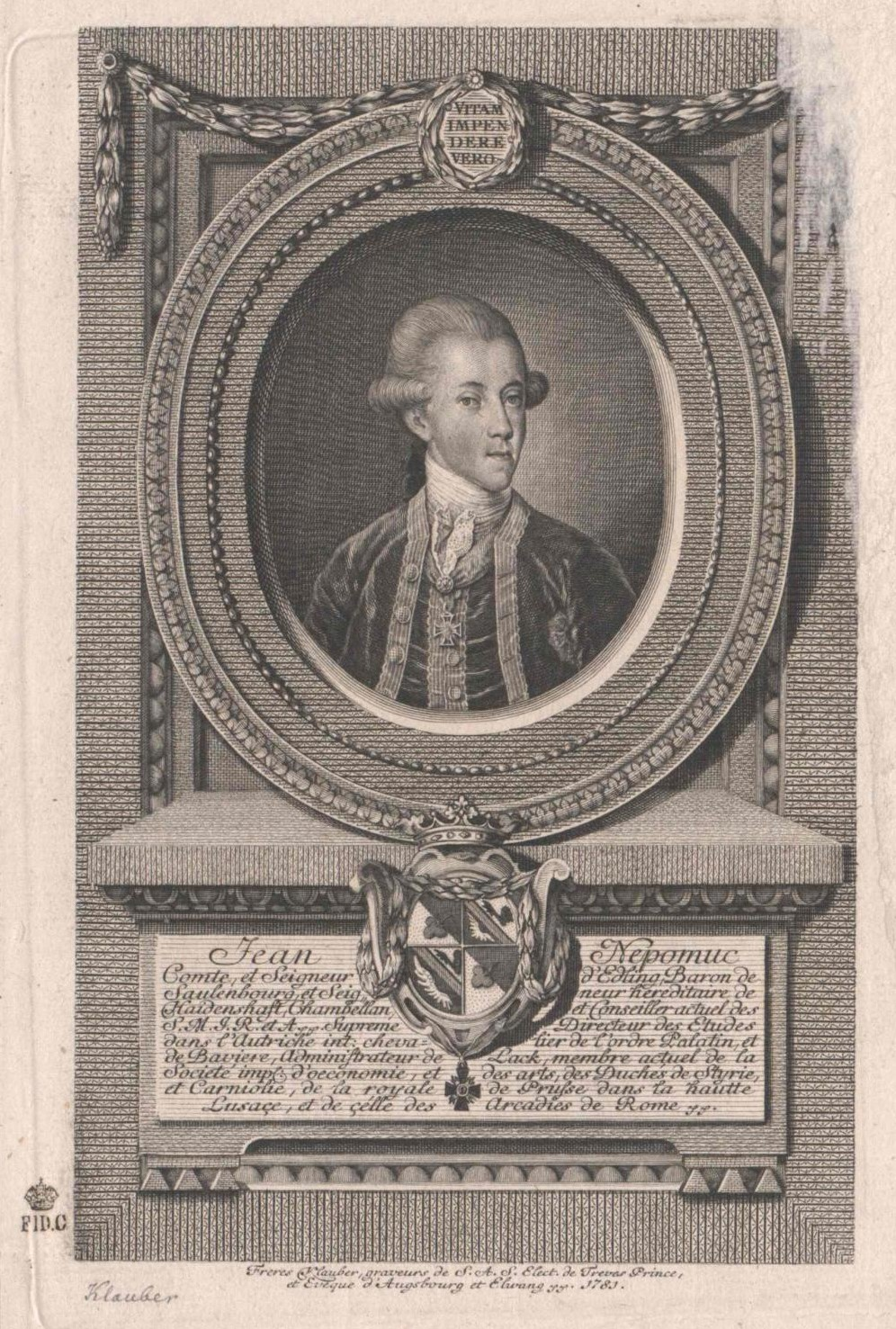
Ordensritter Johann Nepomuk von Edling, sein Wappen zeigt das Ordenskreuz am Band als Prachtstück
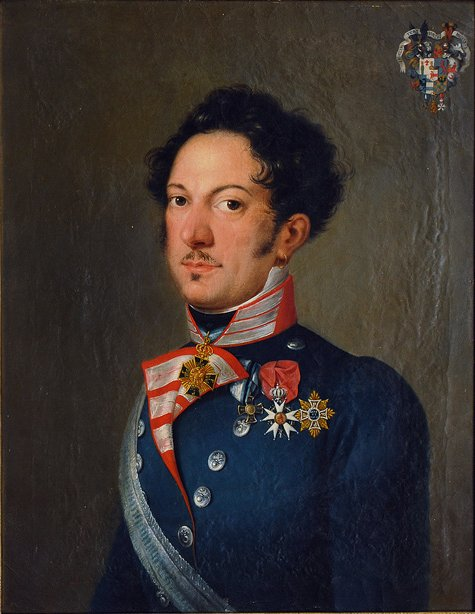
Leonhard von Hohenhausen, seit 1824 Ritter des Michaelsordens
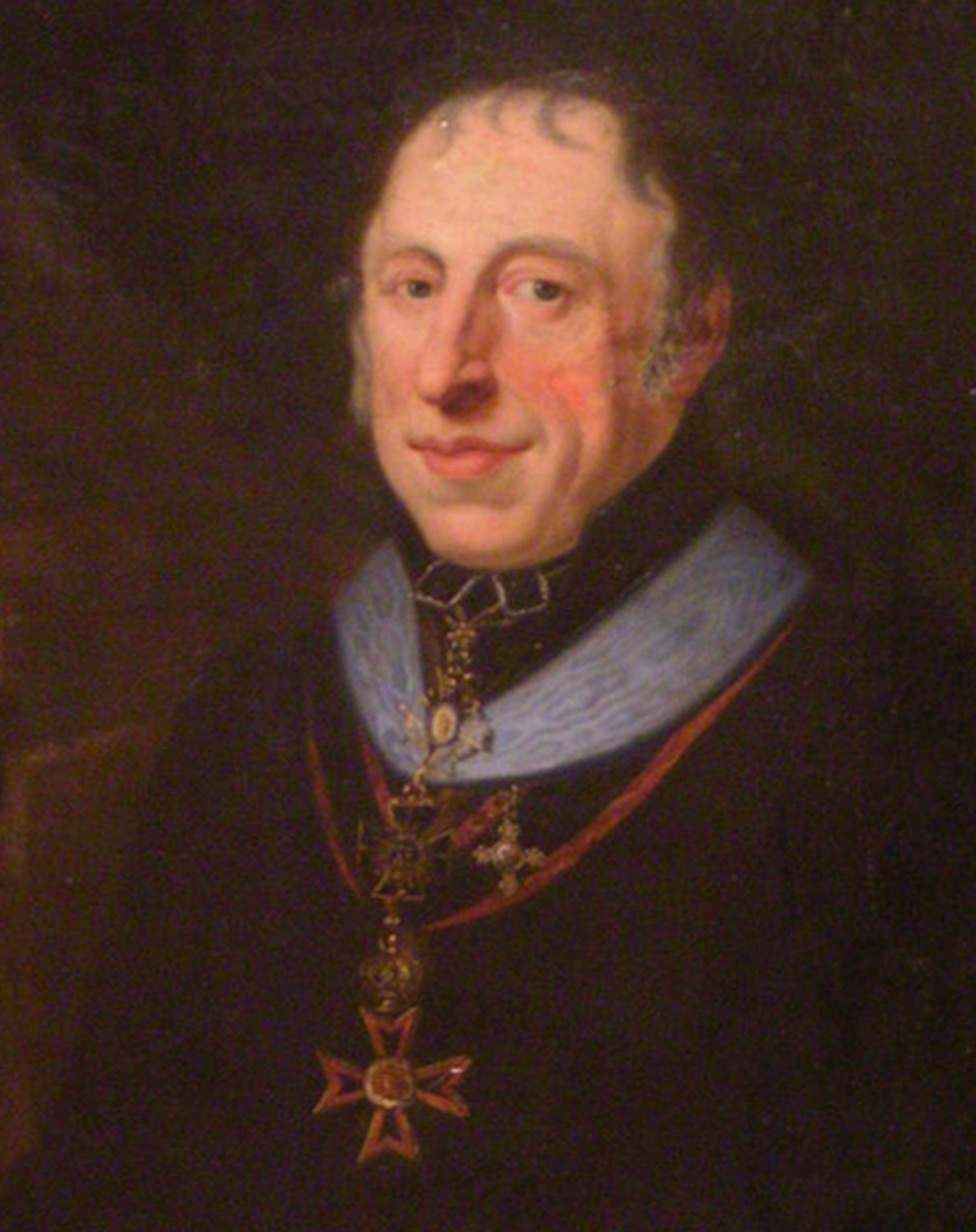
Ehrenritter Augustin Stark

### Ordensdekoration und Trageweise
Das Ordenszeichen war ein azurblau emailliertes goldenes Kreuz mit einer Abbildung des heiligen Michael mit Donnerkeilen und einem ovalen Schild mit der Ordensdevise QUIS UT DEUS (Wer ist wie Gott, wörtliche Übersetzung von Michael). Auf den Kreuzarmen befand sich die Inschrift P F F P (Pietas, Fidelitas, Fortitudo, Perseverantia - Frömmigkeit, Treue, Tapferkeit, Beharrlichkeit). Im Revers zeigte das Kreuz die Inschrift DOMINUS POTENS IN PRÆLIO Psal. 23 V. 8 (Der Herr ist mächtig im Kampf - Psalm 23 Vers 8).
Das Ordensband war himmelblau, mit kornblumenblauer, ins violette endender Einfassung. Weltliche Kommandeure trugen das Ordenszeichen an der Schärpe, die übrigen Mitglieder am Hals. Dazu wurde ein Bruststern getragen.
Die Ehrenritter trugen ein Kreuz, das nur die Inschrift QUIS UT DEUS auf azurblauem Email zeigte, ohne Bruststern.

## Verdienstorden vom Heiligen Michael

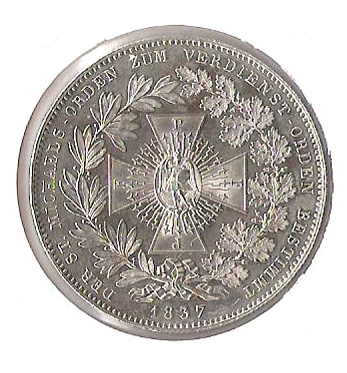
Geschichtstaler zur Umwandlung des Michaelsorden in einen Verdienstorden, 1837

Wilhelm in Bayern starb am 8. Januar 1837. Am 16. Februar deklarierte König Ludwig I. die Umwandlung des Hausritterordens vom Heiligen Michael in den Verdienstorden vom Heiligen Michael.
In den Verdienstorden konnten alle Personen „ohne Unterschied des Standes, der Geburt und der Religion […], wer sich durch Anhänglichkeit, durch Vaterlandsliebe und durch ausgezeichnet nützliches Wirken irgend einer Art die besondere Zufriedenheit des Königs erworben hat“, aufgenommen werden. Anders als der Hubertusorden, der Georgsorden, der Militär-Max-Joseph-Orden und der Verdienstorden der Bayerischen Krone war der Michaels-Verdienstorden jedoch nicht im bayerischen Staatswappen abgebildet.
Der Verdienstorden bestand bis zum Ende der Monarchie in Bayern am 7. November 1918 und der Proklamation des Freistaats.

### Ordensklassen

#### 1837–1855

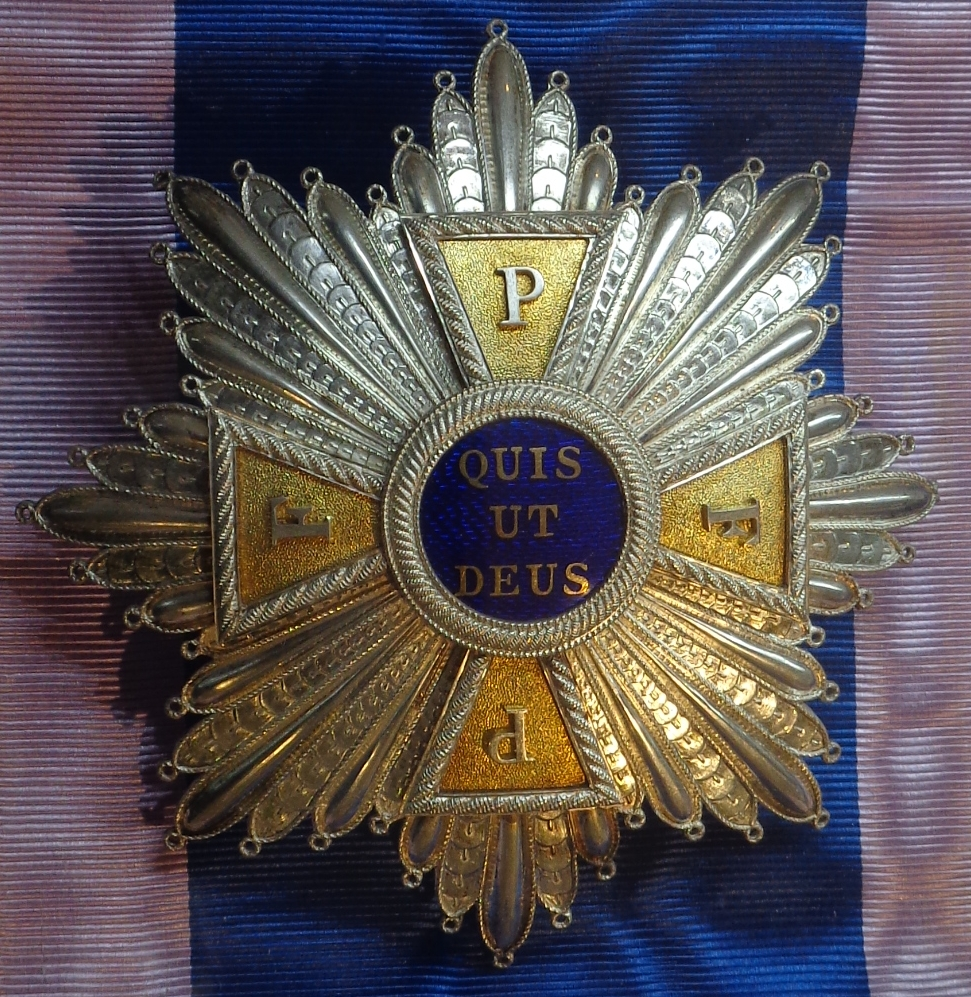
Bruststern zum Großkreuz

Nach der Neustiftung 1837 umfasste der Verdienstorden zunächst drei Klassen, deren Anzahl, Ausländer und Ritter des Hubertusordens nicht mitgerechnet, begrenzt war:
- Großkreuz (24)
- Komtur (40)
- Ritter (300)

1846 wurde die Begrenzung auf 36, 60 bzw. 320 angehoben.

#### 1855–1887
Am 24. Juni 1855 wurde durch König Maximilian II. die Klasse des Großkomturs eingeführt, gleichzeitig wurden die bisherige Klasse der Ritter in Ritterkreuze I. und II. Klasse geteilt:
- Großkreuz
- Großkomtur
- Komtur
- Ritter I. Klasse
- Ritter II. Klasse

#### 1887–1910

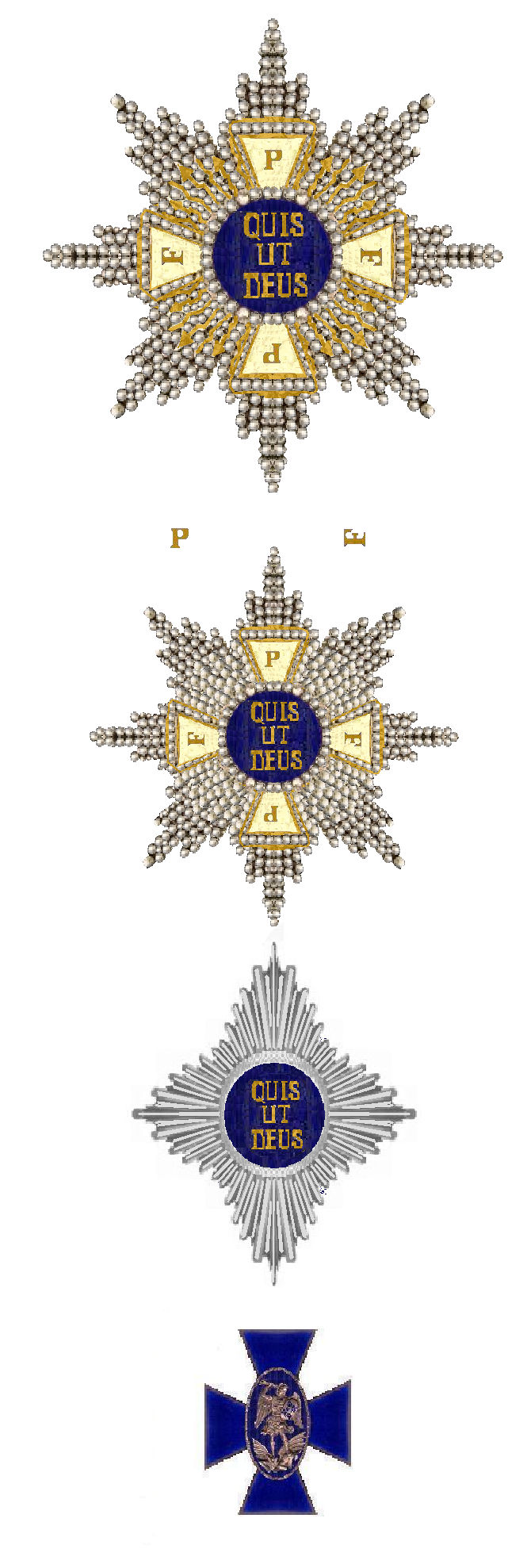
Bruststerne (von oben nach unten: 1. und 2. Abteilung der I. Klasse, 1. Abteilung der II. Klasse), Ehrenkreuz (Steckkreuz)

Die Verleihungspraxis hielt den Erfordernissen des 19. Jahrhunderts nicht stand. Wurden die höheren Klassen etwa des Verdienstordens der Bayerischen Krone seltener vergeben als die niedrigeren, wurde das Großkreuz des Michaelsorden häufiger verliehen als das Großkomturkreuz, das Ritterkreuz I. Klasse war die „normale Form staatlicher Auszeichnung“. Auf Betreiben von Friedrich Krafft von Crailsheim wurde der Michaelsorden daher in einen „Klassenorden“ umgewandelt, die neuen Statuten wurden Ende 1887 beschlossen. Er gliederte sich nunmehr in:
- I. Klasse
  - Großkreuz
  - Ritter I. Klasse
- II. Klasse
  - Ritter II. Klasse mit Stern
  - Ritter II. Klasse
- Ritter III. Klasse
- Ritter IV. Klasse
- Verdienstkreuz
- Verdienstmedaille

1894 wurde die Verdienstmedaille in eine Silberne Verdienstmedaille und eine Bronzene Verdienstmedaille unterteilt.

#### 1910–1918
1910 wurden dem Michaels-Verdienstorden das zwischen der II. und der III. Klasse rangierende  Ehrenkreuz, die IV. Klasse mit Krone sowie das Verdienstkreuz mit Krone hinzugefügt. Bis zum  1918 wurde der Orden wie folgt verliehen:
- I. Klasse
  - Großkreuz
  - Ritter I. Klasse
- II. Klasse
  - Ritter II. Klasse mit Stern
  - Ritter II. Klasse
  - Ehrenkreuz
- III. Klasse

- - Ritter III. Klasse

- IV. Klasse
  - Ritter IV. Klasse mit Krone
  - Ritter IV. Klasse
- Affiliiert:
  - Verdienstkreuz mit Krone
  - Verdienstkreuz
  - Silberne Verdienstmedaille
  - Bronzene Verdienstmedaille

### Ordensdekoration

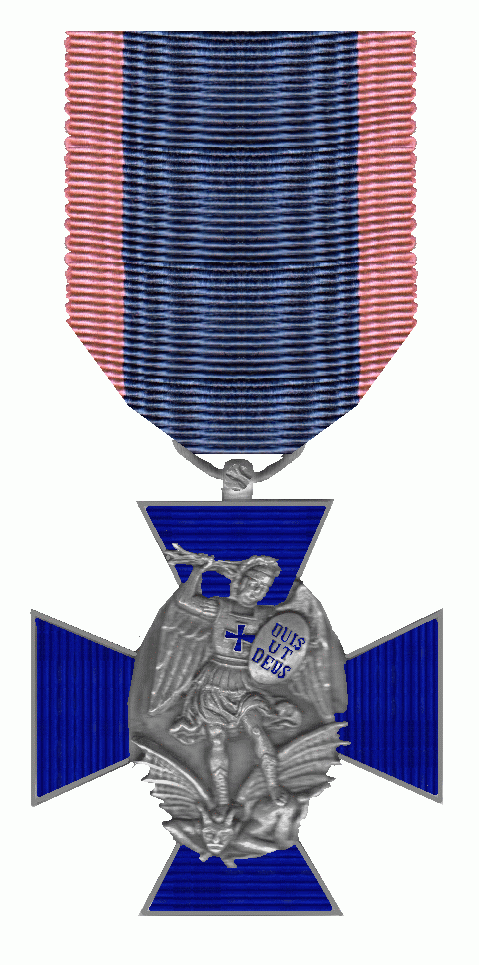
Kreuz IV. Klasse des Verdienstordens vom Heiligen Michael (ab 1910)

Ordensband

Das Ordenszeichen ist ein dunkelblaues, goldgerändertes Kreuz, das von der Königskrone überragt ist. Im hochovalen Medaillon ist im Avers der Heilige Michael zu sehen, der einen Schild mit der Inschrift QUIS UT DEUS (Wer ist wie Gott) trägt und den Drachen tötet. Im runden Medaillon auf der Rückseite findet sich das Wort VIRTUTI (Der Tugend). Auf den Kreuzenden jeweils die Buchstaben P F F P (Principi Fidelis Favere Patriae - Dem Fürsten treu, dem Vaterland dienstbar).
Das Ordensband ist dunkelblau mit rosafarbenen Bordstreifen.

### Verleihungszahlen
Aus den Matrikellisten und aus den Hof- und Staatshandbüchern für das Königreich Bayern lassen sich die folgenden Verleihungszahlen ermitteln. Von 1910 an wurden Verleihungen an ausländische Empfänger nicht mehr publiziert, sodass bei den zu diesem Zeitpunkt eingeführten Ordensklassen von deutlichen Abweichungen auszugehen ist. Diese dürften um 20 bis 30 % höher liegen als nachfolgend angegeben. Der Orden war nach dem Tod des Inhabers rückgabepflichtig.

#### 1837–1887
| Ordensklasse                  | Verleihungen |
| ----------------------------- | ------------ |
| Großkreuz                     | 434          |
| Großkomtur (seit 1855)        | 428          |
| Komtur                        | 657          |
| Ritter I. Klasse              | 4.016        |
| Ritter II. Klasse (seit 1855) | 434          |

#### 1887–1918
| Ordensklasse                         | Verleihungen |
| ------------------------------------ | ------------ |
| Großkreuz                            | 143          |
| I. Klasse                            | 240          |
| II. Klasse mit Stern                 | 326          |
| II. Klasse                           | 776          |
| Ehrenkreuz (seit 1910)               | 224          |
| III. Klasse                          | 1.470        |
| IV. Klasse mit Krone                 | 4.419        |
| IV. Klasse (seit 1910)               | 505          |
| Verdienstkreuz mit Krone (seit 1910) | 350          |
| Verdienstkreuz                       | 1.884        |